# Jean Bilaut
Pour les articles homonymes, voir Billaut.
Jean François Bilaut, né le 5 août 1827 à Bodeghem-Saint-Martin et mort le 20 janvier 1905 à Bruxelles, est un avocat, homme politique et député belge.